# Hans Christoph Piper
Hans Christoph Piper (* 22. Juni 1930; † 18. Januar 2002) war ein deutscher evangelischer Praktischer Theologe, Pastor, Pastoralpsychologe und Hochschullehrer.

## Leben
Piper wurde nach dem Studium der evangelischen Theologie am 3. Mai 1958 in Northeim ordiniert und dort als Pastor eingeführt, wechselte dann 1965 nach Osnabrück-Hellern. Es folgte eine Ausbildung zum Krankenhausseelsorger in den Niederlanden bei Wybe Zijlstra, der das Clinical Pastoral Training aus den USA in Europa eingeführt hatte. 1970 wurde Piper Pastor an der Medizinischen Hochschule in Hannover. Dort gründete er im gleichen Jahr das Pastoralklinikum für Klinische Seelsorgeausbildung (KSA). Am 1. Juli 1992 trat er in den Ruhestand.

## Veröffentlichungen
- Kranksein. Erleben und lernen 6. Auflage. Vandenhoeck, Göttingen 1999
- Einladung zum Gespräch. Themen der Seelsorge (Göttingen 1998)
- Der Hausbesuch des Pfarrers. Hilfen für die Praxis (Göttingen 1985)
- Krankenhaus-Seelsorge heute (Berlin 1985)
- Kommunizieren lernen in Seelsorge und Predigt. Ein pastoraltheologisches Modell (Göttingen 1981)
- Schwestern reden mit Patienten. Ein Arbeitsbuch für Pflegeberufe im Krankenhaus (2. Aufl., Göttingen 1980)
- Krankenhausseelsorge heute (Göttingen 1977)
- Gespräche mit Sterbenden (Vandenhoeck, Göttingen 1977)
- Predigtanalysen. Kommunikation und Kommunikationsstörungen in der Predigt (Göttingen 1976)
- Gesprächsanalysen. Vandenhoeck & Ruprecht, Göttingen 1973; 2. Auflage ebenda 1975.
- Klinische Seelsorge-Ausbildung (Berlin 1972)
- Anfechtung und Trost. Eine Untersuchung über die Kreuz- und Trostlieder im deutschen evang.-luther. Gesangbuch von der Reformation bis zum frühen 18. Jahrhundert (Göttingen 1964)

## Belege
1. ↑  Hans-Christoph Piper bei Vandenhoeck & Ruprecht, abgerufen am 20. August 2016
2. ↑   M. Holder-Franz: "... dass du bis zuletzt leben kannst.": Spiritualität und Spiritual Care bei Cicely Saunders. Theologischer Verlag Zürich, 2012, S. 31
3. ↑  A. Heller, S. Pleschberger, M. Fink, R. Gronemeyer: Die Geschichte der Hospizbewegung in Deutschland. der hospiz verlag, Ludwigsburg 2012, S. 74

| Personendaten    | Personendaten                                                                                |
| ---------------- | -------------------------------------------------------------------------------------------- |
| NAME             | Piper, Hans Christoph                                                                        |
| KURZBESCHREIBUNG | deutscher evangelischer Praktischer Theologe, Pastor, Pastoralpsychologe und Hochschullehrer |
| GEBURTSDATUM     | 22. Juni 1930                                                                                |
| STERBEDATUM      | 18. Januar 2002                                                                              |